# Литвиново (селище, Яшкинський округ)
Литвиново (рос. Литвиново) — селище у складі Яшкинського округу Кемеровської області, Росія.

## Населення
Населення — 1356 осіб (2010; 1243 у 2002).
Національний склад (станом на 2002 рік):
- росіяни — 94 %